# آرزو (بازیکن فوتبال)
آرْزو (انگلیسی: Arzu؛ زادهٔ ۱۷ مارس ۱۹۸۱) بازیکن فوتبال اهل اسپانیا است.
از باشگاه‌هایی که در آن بازی کرده‌است می‌توان به باشگاه فوتبال رئال بتیس، باشگاه فوتبال کوردوبا، باشگاه خیمناستیک تاراگونا، و باشگاه فوتبال پلیس ترو اشاره کرد.
وی همچنین در تیم‌های ملی فوتبال زیر ۲۰ سال اسپانیا و زیر ۲۱ سال اسپانیا بازی کرده‌است.